# マウント・エアリー
マウント・エアリー(Mount Airy)はアメリカ合衆国ノースカロライナ州サリー郡の都市である。2010年国勢調査による人口は10,388人である。

## 歴史
1750年代駅馬車がウィンストン・セーラムとバージニア州ゲイラクスの間に停まるためこの地に定住するようになり、近くのプランテーションに因み名付けられた。1885年、自治体化
。

## 地理
アララト川沿い北緯36度30分3秒 西経80度36分34秒 / 北緯36.50083度 西経80.60944度 (36.500756, -80.609311)に位置する。アメリカ合衆国国勢調査局によると面積は8.4平方マイル (22 km2)である。

## 人口動態
以下は2010年の国勢調査による人口統計データである。(括弧内は2000年のデータ)
| 基礎データ - 人口: 10,388人(8,484人) - 世帯数: 4,934世帯(3,667世帯) - 家族数: 家族(2,130家族) - 人口密度: 人/km2（891.4人/mi2） (390.4人/km2（1,010.8人/mi2)) - 住居数: 5,296軒(4,129軒) - 住居密度: 軒/km2（軒/mi2） (190.0軒/km2（491.9軒/mi2)) 人種別人口構成 - 白人: 84.1%(85.34%) - アフリカン・アメリカン: 8.2%(7.99%) - ネイティブ・アメリカン: 0.3%(0.35%) - アジア人: 1.4%(2.55%) - 太平洋諸島系: 0.1%(0.05%) - その他の人種: %(2.49%) - 混血: 2.2%(1.24%) - ヒスパニック・ラテン系: 6.7%(5.87%) 年齢別人口構成 - 18歳未満: %(21.6%) - 18-24歳: %(6.5%) - 25-44歳: %(25.1%) - 45-64歳: %(21.3%) - 65歳以上: %(25.6%) - 年齢の中央値: 歳(43歳) - 性比（女性100人あたり男性の人口） - 総人口: (84.5) - 18歳以上: (78.4) | 世帯と家族（対世帯数） - 18歳未満の子供がいる: %(3,667家族24.3%) - 結婚・同居している夫婦: %(40.6%) - 未婚・離婚・死別女性が世帯主: %(14.0%) - 非家族世帯: %(41.9%) - 単身世帯: %(38.5%) - 65歳以上の老人1人暮らし: %(19.6%) - 平均構成人数 - 世帯: 2.10人(2.16人) - 家族: 人(2.87人) 収入と家計 - 収入の中央値 - 世帯: 35,428米ドル(26,910米ドル) - 家族: 米ドル(33,412米ドル) - 性別 - 男性: 米ドル(27,299米ドル) - 女性: 米ドル(24,830米ドル) - 人口1人あたり収入: 米ドル(17,237米ドル) - 貧困線以下 - 対人口: 21.1%(19.9%) - 対家族数: %(17.4%) - 18歳以下: %(24.7%) - 65歳以上: %(20.7%) |

高等学校卒業率: 76.9%

大学以上卒業率: 25.9%

2000年から2010年の人口増減率は22.4%上昇。

## メイベリー
俳優アンディ・グリフィスの出身地であり、主演シチュエーション・コメディ『メイベリー110番(原題: アンディ・グリフィス・ショー)』と『メイベリー R.F.D.』の中の架空の都市メイベリーはここマウント・エアリーが舞台とされている。しかしながら番組終了後45年が経ち、マウント・エアリーに戻るまでグリフィスはこれを否定していた。毎年9月最終週、『メイベリー・デイズ』という祭が開催され、2009年には3万人が訪れ、50周年の2010年には5万人と推定された。ノースカロライナ大学グリーンズボロ校は、マウント・エアリーはこの祭により毎年500万ドル稼ぐと見積もっている。
番組内で使われたパトロールカーに似せた3台のフォード・ギャラクシーで市内観光ができる。番組内と同じ『フロイド』の名前の床屋があり、『メイベリー』という名の解体屋もある。数ある観光施設のうち、アンディ・グリフィス博物館は1日に200人の客が訪れる。
オールド・タイム・ミュージック界の巨匠トミー・ジャレル、カントリー歌手ドナ・ファーゴの出身地でもあり、この地域の音楽には長い歴史がある。ラジオ局740AMWPAQ は1948年から今もダウンタウン・シネマ・シアターから生放送されている『Merry-Go-Round 』など、数少ないブルーグラス、オールド・タイム・ミュージックのラジオ局の1つである。毎週ブルーグラスのジャムがアンディ・グリフィス劇場で行なわれ、毎年マウント・エアリー・フィドラーズ・コンヴェンションが開催され世界中からオールド・タイム・ミュージシャンが集まる。ギャラックス寄り、ブルー・リッジ・パークウェイマイル標213には円形劇場やオールド・タイム・ミュージックの博物館を備えたブルー・リッジ・ミュージック・センターがある。

## チャン&エン・ブンカー兄弟
腰の辺りで結合したシャム双生児のチャン&エン・ブンカー兄弟(1811年～1874年)が結婚後から亡くなるまでマウント・エアリーに住んでいた。

## ウィリアム・アルフレッド・ムーア邸
1860年に当時の建築技術により建てられ今も現存している。イタリア様式とヴィクトリア様式の外観、ギリシャ復刻様式の内装で知られている。1865年頃建設の、表側の庭に建っている六角形の東屋は木の柱に月桂樹の根が絡まり壁のようになっている珍しい造りである。マウント・エアリー復興財団が管理している。

## 著名な出身者
- アンディ・グリフィス(1926年～2012年) - 俳優
- チャン&エン・ブンカー兄弟(1811年～1874年) - シャム双生児
- チャビー・ディーン(1916年～1970年) - メジャーリーグベースボール選手
- ロン・ブラックバーン(1935年～1998年) - メジャーリーグベースボール選手
- ベン・キャラハン(1957年～2007年) - メジャーリーグベースボール選手
- マーク・ダニエル・メリット(1961年～) - 作曲家
- ドナ・ファーゴ(1945年～) - カントリー歌手、作曲家。『The Happiest Girl In the Whole USA 』で知られる。
- ジェリー・ヘミングス(1948年～) - 734勝のカナダのブランドン大学野球部コーチ
- カーグーターバー(1991年～) - カントリー歌手、作曲家。『David Lynch Is Clever 』で知られる。